# Jules van Zuylen van Nijevelt
Julius Philip Jacob Adriaan (Jules) graaf van Zuylen van Nijevelt (Dommeldange (Luxemburg), 19 augustus 1819 – Den Haag, 1 juli 1894) was een Nederlands politicus. Hij was twee keer minister van Buitenlandse Zaken. In 1866 kreeg het door hem hervormde kabinet informeel zijn naam mee. Tevens was hij lid van de Raad van State. Hij stond bij leven ook wel bekend als monsieur Jules, om hem te onderscheiden van zijn neef Pompejus baron van Zuylen van Nijevelt, die ook politicus was.

## Leven en werk
Van Zuylen was een in Luxemburg geboren zoon van de generaal Pieter Hendrik van Zuylen van Nijevelt. Hij verkreeg in 1826 na het overlijden van zijn grootvader Philip Julius van Zuylen van Nijevelt de eerstgeboortetitel van graaf, na voorheen baron te zijn geweest. Van Zuylen was van 1842-1846 lid van de Ridderschap van Zuid-Holland. In 1842 werd hij benoemd tot attaché en in 1846 tot gezantschapssecretaris in Wenen, daarna in Brussel en in Londen. In april 1854 vertrok hij als zaakgelastigde naar Constantinopel, waar hij in 1855 minister-resident werd.
Hij keerde in 1860 terug naar Nederland waar hij van 8 maart 1860 tot 14 januari 1861 de functie van minister van Buitenlandse Zaken bekleedde. Van 1 mei 1861 tot 15 september 1862 was hij lid van Tweede Kamer der Staten-Generaal. Hij sloot zich aan bij de antirevolutionairen (Groenianen). Na een gezantschap in Berlijn werd hij in 1865 weer lid van de Tweede Kamer en in 1866 leider van het conservatieve kabinet-Van Zuylen van Nijevelt. In dat kabinet was hij minister van Buitenlandse Zaken. Dat kabinet kwam tot driemaal toe in conflict met de Tweede Kamer. Hij had verregaande toezeggingen gedaan aan zijn minister van Koloniën, Pieter Mijer, om die te benoemen tot gouverneur-generaal van Nederlands-Indië. Zijn beleid werd vervolgens door de Tweede Kamer afgekeurd. De Kamer werd ontbonden, maar het kabinet bleef zitten. Ook zijn garantie dat Luxemburg na uittreding uit de Duitse Bond neutraal zou blijven werd niet door de Tweede Kamer geaccepteerd. De Kamer verwierp tot tweemaal toe de begroting van Buitenlandse Zaken. De Tweede Kamer werd vervolgens tot tweemaal toe ontbonden. Uiteindelijk leidde dit tot de val van zijn kabinet, waarna het liberale kabinet-Van Bosse-Fock werd gevormd.
Van 1869-1871 was hij gezant te Sint-Petersburg. Na zijn terugkeer naar Nederland koos Arnhem hem weer tot lid van de Tweede Kamer, maar toen hij in 1875 niet herkozen werd, vertrok hij in oktober van dat jaar als gezant naar Wenen wat hij bleef tot 1883. Hierna was hij van 1 oktober 1883 tot 1 juli 1894 lid van de Raad van State.

## Huwelijk en kinderen
Van Zuylen huwde op 1 augustus 1850 in Hambleden (Buckinghamshire), met Catherine Harriet Nixon (Edinburgh 1815/1816 - 's-Gravenhage), dochter van Robert Nixon en Catherine Harriet Ram. Na twee dochters, Susette Ida en Anna Elisabeth, beiden geboren in Elsene (Brussel), kreeg het echtpaar twee zonen.
- Philip Julius Henry baron, na 1894: graaf van Zuylen van Nijevelt (Londen, 1853 - Santpoort, 1913), heer van Hindersteyn van 1864-1881
- Robert baron van Zuylen van Nijevelt (Pera (Constantinopel), 1859 - Wassenaar, 1911), burgemeester van Wassenaar

Zijn oudste zoon erfde in 1864 van een verre verwant, Philip Julius baron van Zuylen van Nyevelt (1785-1864), het landgoed Hindersteyn in Utrecht. Daar Philip Julius nog slechts 11 jaar oud was werd zijn vader als bewindvoerder aangesteld. Tijdens zijn bewindvoering liet hij het huis op voorhand al vergroten door de westvleugel te verhogen en er een langgerekt zeshoekig torentje tegen aan te bouwen. In 1881 deed zijn zoon het landgoed weer van de hand.